# Leon Harth
Leon Harth (auch Levon Hakobyan; * 31. Mai 1988 in Armawir, Armenien) ist ein deutscher Profiboxer und ehemaliger WBO-Europameister im Cruisergewicht. 

## Leben
Levon Hakobyan lebt seit seinem zwölften Lebensjahr mit seiner Familie in Deutschland.
In seiner Jugend spielte er u. a. Fußball in der Westfalenliga für den TBV Lemgo und wechselte im Alter von achtzehn Jahren seiner Neigung entsprechend zum Boxsport. Er startete seine Karriere in einem Detmolder Boxverein und ging dann zum „BC Vorwärts Bielefeld“. Neben seinem sportlichen Engagement ist Harth als Unternehmer aktiv.

## Karriere
Harth boxte als Amateur beim BC Vorwärts Bielefeld, wurde zweimal Westfalenmeister und einmal Westdeutscher Meister. Er bestritt sein Profidebüt im Juni 2012 und gewann neun Kämpfe in Folge, ehe er am 30. August 2014 durch TKO in der vierten Runde gegen Murat Gassijew unterlag.
Nach fünf weiteren Siegen boxte er am 10. Dezember 2016 um den Titel IBF-Intercontinental, verlor jedoch einstimmig nach Punkten gegen Krzysztof Włodarczyk. Zudem verlor er am 8. Juli 2017 beim Kampf um den Titel WBO-International durch Mehrheitsentscheidung nach Punkten gegen Artur Mann.
2018 gewann er die Titel IBO-Continental und WBC-Asian, verlor jedoch am 4. Mai 2019 beim Kampf um den Titel IBF-International durch TKO in Runde 9 gegen Leon Bunn.
Am 10. Juli 2021 siegte er durch TKO in der fünften Runde gegen	Rad Rashid und wurde dadurch WBO-European-Champion, verlor jedoch seine erste Titelverteidigung am 12. November 2021 durch Mehrheitsentscheidung gegen Enrico Kölling.
Am 28. Oktober 2023 erreichte er beim Kampf um den vakanten IBF-Europameistertitel im Cruisergewicht ein Unentschieden gegen den Franzosen Jean-Jacques Olivier und konnte am 9. Dezember 2023 um den ersten WBA-Weltmeistertitel im neu eingeführten Bridgergewicht boxen, verlor den Kampf jedoch in Dubai durch TKO in Runde 6 gegen den Russen Jewgeni Tischtschenko. Im April 2024 wurde bekanntgegeben, dass sich Auffälligkeiten beim Dopingtest von Tischtschenko ergeben hätten und das Kampfergebnis daher in wertungslos geändert wurde.
Am 17. Oktober 2024 konnte er daher erneut um den WBA-Titel boxen, verlor jedoch im russischen Ufa einstimmig nach Punkten gegen Muslim Gadschimagomedow.